# Erynn Ballard
Erynn Ballard (née le 13 septembre 1980 à Oakville) est une cavalière de saut d'obstacles canadienne. Elle fait partie de l'équipe canadienne sélectionnée aux Jeux olympiques d'été de 2024, s'agissant de sa première sélection olympique. 

## Biographie
Elle naît le 13 septembre 1980 à Oakville, en Ontario. Ses parents et grands parents exercent dans le milieu équestre et lui transmettent leur passion. Elle commence à monter un poney nommé Rusty à l'âge de cinq ans, avec ses parents, et débute les compétitions l'année suivante, à six ans. Elle est soutenue par sa famille pour ses participations en compétition junior. Elle a été très influencée par son coach Ilan Ferder, et se déclare inspirée par les cavalières Laura Kraut et Elizabeth Madden.
Elle fait ses débuts en Coupe des nations en 2006, à Spruce Meadows, participant ainsi à la victoire de l'équipe canadienne. Après une période d'éclipse, elle fait son retour au plus haut niveau de compétition en 2018. Elle participe aux Jeux panaméricains de 2019, à Lima. Elle restait peu connue en Europe jusque début 2022, où elle atteint le premier rang mondial féminin au classement de sa discipline.
Elle est sélectionnée parmi l'équipe canadienne de saut d'obstacles pour une participation aux Jeux olympiques d'été de 2024, avec sa jument Nikka van des Bisschop. Il s'agit de sa toute première sélection olympique. Elle et alors 31e au classement mondial de sa discipline, le saut d'obstacles.
En dehors de l'équitation, elle pratique le pilates, la cuisine, et elle se détend avec ses chiens.

## Palmarès
- 1998 : vainqueure du championnat national de l'ASPCA Maclay au National Horse Show à Madison Square Garden[1] ;
- 1999 : médaille d'or individuelle au championnat nord-américain des jeunes cavaliers (Young Riders), avec Leacock[1] ;
- 2006 : élue cavalière canadienne de l'année[1] ;
- 2023 : 17e en individuel à la finale de la Coupe du monde de saut d'obstacles d'Omaha, avec Hero[3] ;
- mai 2024 : vainqueur d'une épreuve à 1,50 m au CSIO de Spruce Meadows à Calgary, avec Gahkir et Libido van't Hofken[7] ;